# Université technologique d'Helsinki
L'université technologique d'Helsinki (en finnois : Aalto-yliopiston teknillinen korkeakoulu (sigle : TKK) ; en suédois : Aalto-universitetets tekniska högskola ; en anglais : Aalto University School of Science and Technology (sigle : HUT)). C'est la première - par l'importance - université de technologie de Finlande. Elle est située à Otaniemi, quartier de la ville d'Espoo.

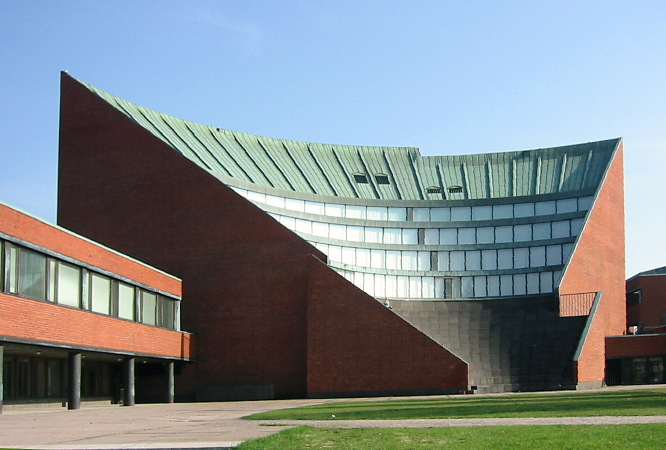
L'auditorium du bâtiment principal, conçu par Alvar Aalto.

En 2010, l'université est devenue l'une des trois composantes de l'université Aalto.

## Histoire et noms successifs
- En 1849, on fonde l'École technique réelle d'Helsinki (en finnois : Helsingin teknillinen reaalikoulu). L'objectif était permettre la modernisation de la Finlande par la formation de personnes pouvant occuper les nouveaux emplois dans l'industrie ou dans les administrations publiques. L'école ouvre à Helsinki, rue Aleksanterinkatu, dans le bâtiment Litonius.
- En 1872, l'Université prend le nom d'École polytechnique (en finnois : Polyteknillinen koulu),
- En 1877, elle déménage dans un bâtiment plus spacieux proche de Hietalahdentori[3]
- en 1879, elle est renommée Institut Polytechnique (en finnois : Polyteknillinen opisto).
- en 1908, elle est renommée École supérieure technique de Finlande (finnois : Suomen Teknillinen Korkeakoulu). À cette époque, elle est encore située à Helsinki et on l'appelle couramment Poli.
- en 1949, on planifie les constructions de nouveaux bâtiments à Otaniemi et l'Université commence à s'y installer en 1955. Le premier bâtiment intitulé Saha est conçu par le professeur Alvar Aalto et sa réalisation technique par le recteur Martti Levón[4]
- à partir de 1966, l'Université technologique fonctionne dans le campus d'Otaniemi à Espoo. Alvar Aalto y a conçu de nombreux bâtiments dont le bâtiment principal[5]. Jusqu'en 2010, elle s'appelle Université Technologique d'Helsinki (en finnois : Teknillinen korkeakoulu (sigle : TKK) ; en  suédois : Tekniska högskolan, en anglais : Helsinki University of Technology (acronyme HUT)). En 2010, l'Université est devenue l'une des trois composantes de l'Université Aalto.
- le 1er janvier 2010, TKK fusionne avec la Aalto-yliopiston taideteollinen korkeakoulu et l'Helsingin kauppakorkeakoulu pour former l'Université Aalto.

Depuis cette date TKK s'appelle Aalto-yliopisto teknillinen korkeakoulu.
- En 2011, elle est réorganisée en 4 écoles supérieures techniques de l'Université Aalto: 
  - École des sciences de l'ingénieur de l'Université Aalto,
  - École de génie électrique de l'Université Aalto,
  - École d'automatique de l'Université Aalto,
  - École des sciences fondamentales de l'Université Aalto.

## Organisation

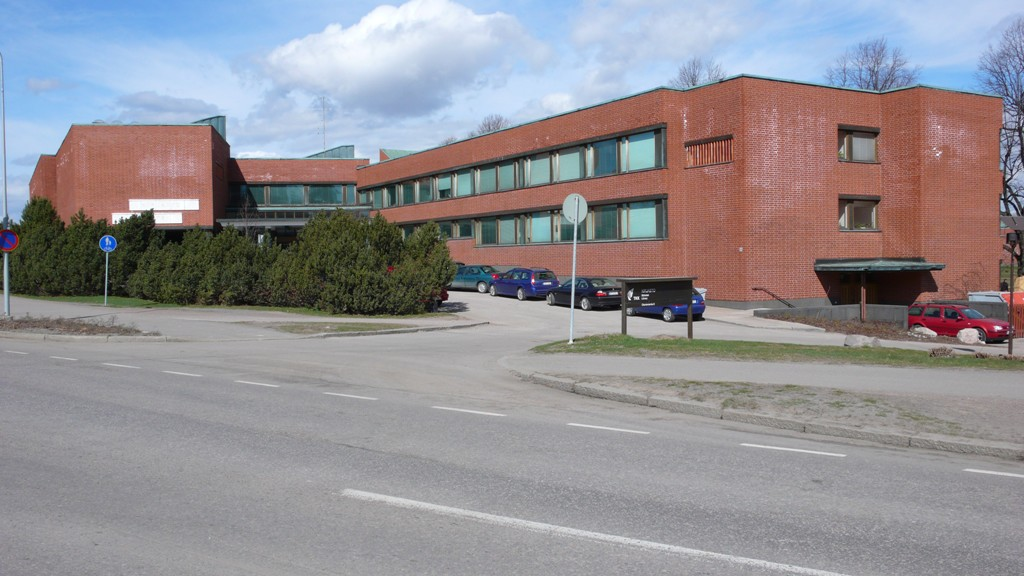
La bibliothèque de l'université.

En 2010, elle emploie 3 300 personnes. Elle dispose de 246 professeurs et 15 000 étudiants répartis en 12 départements et 19 formations.
La majeure partie du campus d'Otaniemi a été dessinée par l’architecte Alvar Aalto.
La TKK est notamment connue pour son laboratoire des basses températures, qui a obtenu le record mondial de la température la plus basse. Les recherches et l'enseignement de la TKK dans la téléphonie mobile font partie des meilleurs au monde. La TKK est aussi réputée pour les technologies de la chimie dans l'industrie papetière.

### Enseignement

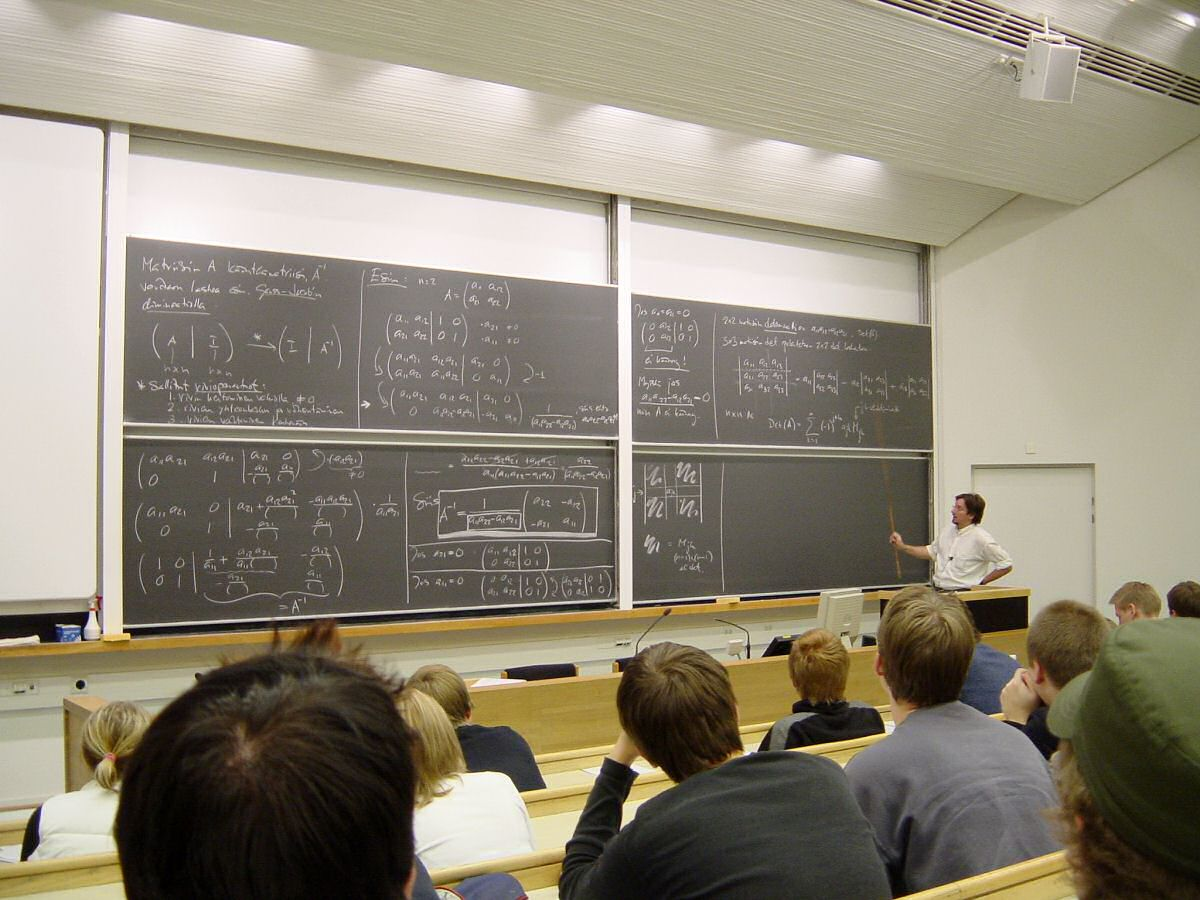
Cours de mathématiques.

## Recherche et enseignement

### Facultés
- Faculté de Chimie et de Sciences des matériaux[6]
  - Département de Biotechnologie de technologie de la Chimie[7]
  - Département de Chimie[8]
  - Département de Sciences des matériaux et d’Ingénierie [9]
  - Département de technologies forestières[10]
- Faculté d’électronique, de télécommunications et d’automatique [11]
  - Département d’automatique et Systèmes[12]
  - Département d’électronique [13]
  - Département de Micro et de Nanosciences[14]
  - Département de Radio Science et d’Ingénierie [15]
  - Département de Traitement du Signal  et d’Acoustique[16]
  - Département de Génie électrique[17]
  - Département de Télécommunications et de Réseaux[18]
  - Radio Observatoire Metsähovi [19]
- Faculté d’Ingénierie et d’Architecture[20]
  - Département d’Architecture [21]
  - Département des Technologies de l’Énergie[22]
  - Département d’Ingénierie de Conception et de production[23]
  - Département de Géométrie[24]
  - Département  d’Ingénierie des Structures et de Technologie de la Construction[25]
  - Département de Mécanique appliquée[26]
  - Département de Génie Civil et de Génie de l’Environment[27]
  - TKK Centre de [Lahti] [28]
  - Centre Pour les études urbaines et régionales YTK[29]
- Faculté des sciences naturelles[30]
  - Département de Génie biomédical et de sciences informatiques[31]
  - Département de Mathématiques et d’analyse des  Systèmes[32]
  - Département des technologies des médias[33]
  - Département de Physique appliquée[34]
  - Département de Sciences de l’information et d’Informatique[35]
  - Département d’Informatique et d’Ingénierie[36]
  - Département d’Ingénierie  Industrielle et de Management[37]
  - Centre de Recherche BIT[38]
  - Centre de Langues[39]
- Bibliothèque principale  [40]
- Institut de la Formation tout au long de la vie Dipoli[41]
- Laboratoire des basses températures[42]

### Incubateur d'entreprises
- Innopoli

## Personnalités diplômées de l'Université
- Hjalmar Mellin, professeur de mathématiques, recteur (1904–1907)
- Gunnar Nordström, professeur de physique
- Gustaf Komppa, professeur de chimie
- Artturi Virtanen, professeur de biochimie, Lauréat du prix Nobel (Chimie, 1945)
- Olli Lounasmaa, professeur de physique
- Teuvo Kohonen, professeur émérite d’informatique, pionnier des réseaux neuronaux
- Kaisa Nyberg, professeur d’informatique
- Raimo P. Hämäläinen, professeur de mathématiques appliquées et de recherche opérationnelle
- Antti Niemi, professeur de techniques de régulation
- Esa Saarinen, professeur de philosophie appliquée
- Alvar Aalto (1898–1976), architecte (M.Sc. 1921) (ainsi que Aino Aalto et Elissa Aalto)
- Eliel Saarinen (1873–1950), architecte, père de Eero Saarinen
- Jorma Rissanen, expert en théorie de l’information (D.Sc.)
- Riitta Hari, professeur d’ingénierie médicale
- Martti Tiuri, professeur émérite de Génie électrique, pionnier des télécoms mobiles (D.Sc.)
- Eino J. Kuusi, Administrateur scientifique (D.Sc.)
- Yrjö Neuvo, chercheur en télécoms mobiles (Lic.Sc.)
- Markku Leskelä, professeur de chimie organique (D.Sc.)
- Risto Siilasmaa, fondateur et Président de F-Secure (M.Sc.)
- Jorma Ollila, DG de CEO (M.Sc.)
- Dan-Olof Riska (D.Sc.), directeur de l’Institut de physique d’Helsinki.
- Matts Roos (D.Sc.), professeur émérite de physique des particules. Fondateur de Particle Data Group.
- Matti Alahuhta,DG de Kone (D.Sc.)
- Jyrki Kasvi, Député (D.Sc.)
- Satu Hassi,  Député et Ministre (Lic.Sc.)
- Tatu Ylönen, Concepteur du Secure Shell, (Lic.Sc.)
- Wilhelm Wahlforss, industriel, (M.Sc)
- Antti Tuuri, écrivain, (M.Sc)
- Uolevi Raade, industriel (M.Sc)
- Martin Saarikangas, industriel (M.Sc)
- Björn Westerlund, industriel (M.Sc)
- Pekka Tarjanne, physicien, politicien
- Marjo Matikainen-Kallström, député, (M.Sc)
- Viljo Revell, architecte (M.Sc)
- Juhani Pallasmaa, architecte (M.Sc. and professor)
- Aarno Ruusuvuori, architecte (M.Sc)
- Henrik Lilius, professeur d’architecture
- J. S. Sirén, architecte (M.Sc)
- Yrjö Lindegren, architecte (M.Sc)
- Ville Hara, architecte (M.Sc)
- Erik Bryggman, architecte (M.Sc)
- Kaija Siren, architecte (M.Sc)
- Simo Paavilainen, architecte
- Vilhelm Helander, architecte (M.Sc)
- Juha Leiviskä, architecte (M.Sc)
- Kristian Gullichsen, architecte (M.Sc)
- Martti Välikangas, architecte (M.Sc)
- Aarne Ervi, architecte (M.Sc)
- Carl O. Nordling, architecte(M.Sc)
- Marco Casagrande, architecte (M.Sc)
- Waldemar Wilenius, architecte(M.Sc)
- Kari Jormakka, architecte (M.Sc)
- Gunnar Taucher, architecte (M.Sc)
- Arto Sipinen, architecte (M.Sc)
- Frans Anatolius Sjöström, architecte (M.Sc)
- Eric Adlercreutz, architecte (M.Sc)
- Antti Räisänen, professeur de génie électrique.
- Niklas Savander, dirigeant d’entreprise, (M.Sc)
- Ora Lassila informaticien.
- Kai Puolamäki, chercheur
- Torolf Eklund, ingénieur en aéronautique
- Kim Borg, musicien (M.Sc)
- Karl Viktor Reinius, architecte
- Salme Setälä, architecte